# Billy Eppler
Billy Eppler (né en 1974 ou 1975 à San Diego, Californie, États-Unis) est le directeur général des Angels de Los Angeles, un club de la Ligue majeure de baseball.

## Biographie
Eppler est en 1998 diplômé en finance de l'université du Connecticut,. Durant ses études, il joue au baseball pour les Huskies, le club de l'université, mais une blessure à l'épaule le contraint à abandonner sa carrière de lanceur. La carrière d'Eppler chez les Huskies se limite à quatre matchs joués comme lanceur de relève en 1997.
À la sortie de l'université, il décroche un stage chez les Redskins de Washington de la Ligue nationale de football. Il fait ses premières armes dans le monde du baseball professionnel comme dépisteur des Rockies du Colorado, qui l'engagent en janvier 2000,.
Eppler est engagé en 2004 par les Yankees de New York, où il passe plus d'une décennie. D'abord simple dépisteur au bureau des Yankees à Tampa, il monte en grade après la 2005, lorsque le directeur général Brian Cashman restructure l'équipe directionnelle des Yankees, créant un département de recrutement professionnel dont Eppler est nommé directeur.
En 2011, Eppler est l'un des candidats au poste de directeur-général des Angels de Los Angeles, mais le choix de ceux-ci s'arrête en octobre sur Jerry Dipoto.
En janvier 2012, Eppler est promu par les Yankees au poste d'assistant du directeur général Brian Cashman.
Les compétences d'Eppler exercent un attrait certain sur d'autres clubs du baseball majeur et il passe plusieurs entretiens d'embauche pour un poste de directeur général. En 2014 seulement, les Padres de San Diego lui préfèrent A. J. Preller et les Diamondbacks de l'Arizona rejettent sa candidature au profit de celle de Dave Stewart. 
Billy Eppler devient le 5 octobre 2015 le nouveau directeur général des Angels de Los Angeles, une nomination conséquente à la démission, en juillet précédent, de Jerry Dipoto. Son premier échange est l'acquisition d'Andrelton Simmons, considéré comme le meilleur arrêt-court défensif des majeures, obtenu le 12 novembre 2015 des Braves d'Atlanta contre Erick Aybar et deux lanceurs d'avenir.